# فندق أوكرانيا (موسكو)
فندق أوكرانيا (بالروسية: Гостиница Украина) وتُلفظ (باللاتينية: Gostinit͡sa Ukraina) هو فندق فاخر من فئة الخمس نجوم يقع في وسط العاصمة الروسية موسكو على منحنى نهر موسكفا. الفندق أحد الأخوات السبع ويبلغ ارتفاعه 206 أمتار(676 قدماً)، وهو أعلى فندق في روسيا وأعلى فندق في أوروبا، والثاني والخمسين من حيث الارتفاع بين فنادق العالم.

## التاريخ
بُني فندق أوكراينا بتكليف من جوزيف ستالين. وصُممّ من قبل أركادي موردفينوف [الإنجليزية] و فايتسلاف ألتارجيفسكي [الإنجليزية] (الحببراءالسوفيت الرائدين في بناء المباني الشاهقة ذات الأُطر الفولاذية)، وهو ثاني أطول مبنى أبنية ستالين الأخوات السبع (198 متراً (650 قدماً) ، مع 34 طابقًا. كان أطول فندق في العالم من وقت بنائه وظلّ الأعلى ارتفاعاً حتى افتتاح فندق فندق ويستن بيتش تري بلازا [الإنجليزية] في أتلانتا، جورجيا، الولايات المتحدة في عام 1976. كان البناء على ضفة النهر المنخفضة يعني أنه كان على البناة الحفر تحت مستوى الماء بشكل جيد. أُنجز ذلك من خلال نظام مبتكر للاحتفاظ بالمياه باستخدام محيط من مضخات الإبرة مدفوعة في عمق الأرض.

## المرافق
يحتوي الفندق على 505 غرفة و 38 شقة و 5 مطاعم ومركز مؤتمرات وطابق تنفيذي وقاعة حفلات ومكتبة ومنتجع صحي ومركز صحي مع مسبح داخلي بطول 50 متراً وأسطولاً من اليخوت على نهر موسكفا.

## المعروضات الفنية
هناك أيضًا حوالي 1200 لوحة أصلية لأبرز الفنانين الروس في النصف الأول من القرن العشرين ، وفي الطابق الأول تُظهر الديوراما موسكو - عاصمة الاتحاد السوفيتي بمقياس 1:75 المركز التاريخي لموسكو والمناطق المحيطة بالمدينة في عام 1977،

## الملكية
تم شراء الفندق من قبل المستثمر العقاري الملياردير غود نيزانوف [الإنجليزية] مقابل 59 مليون جنيه إسترليني خلال مزاد عام 2005. يشترك في ملكيته مع زاريخ إلييف. أُغلق الفندق للتجديد عام 2007.
في عام 2009 وقع المُلاك عقداً مع مجموعة فنادق ريزيدور [الإنجليزية] لإدارة الفندق باسم فندق راديسون رويال ، موسكو. يحتفظ الفندق باسمه الأصلي لبعض الأغراض. أعيد افتتاح الفندق في 28 أبريل 2010 بعد تجديده لمدة 3 سنوات. رُممّت الواجهة وأُضيفت التكنولوجيا الحديثة بما في ذلك أنظمة تنظيف المياه متعددة المستويات وأنظمة تدوير الهواء. انتقل الفندق إلى قسم النخبة في راديسون كوليكشن في يناير 2019 وغُير اسمه إلى فندق راديسون كوليكشن ، موسكو.

## معرض صور

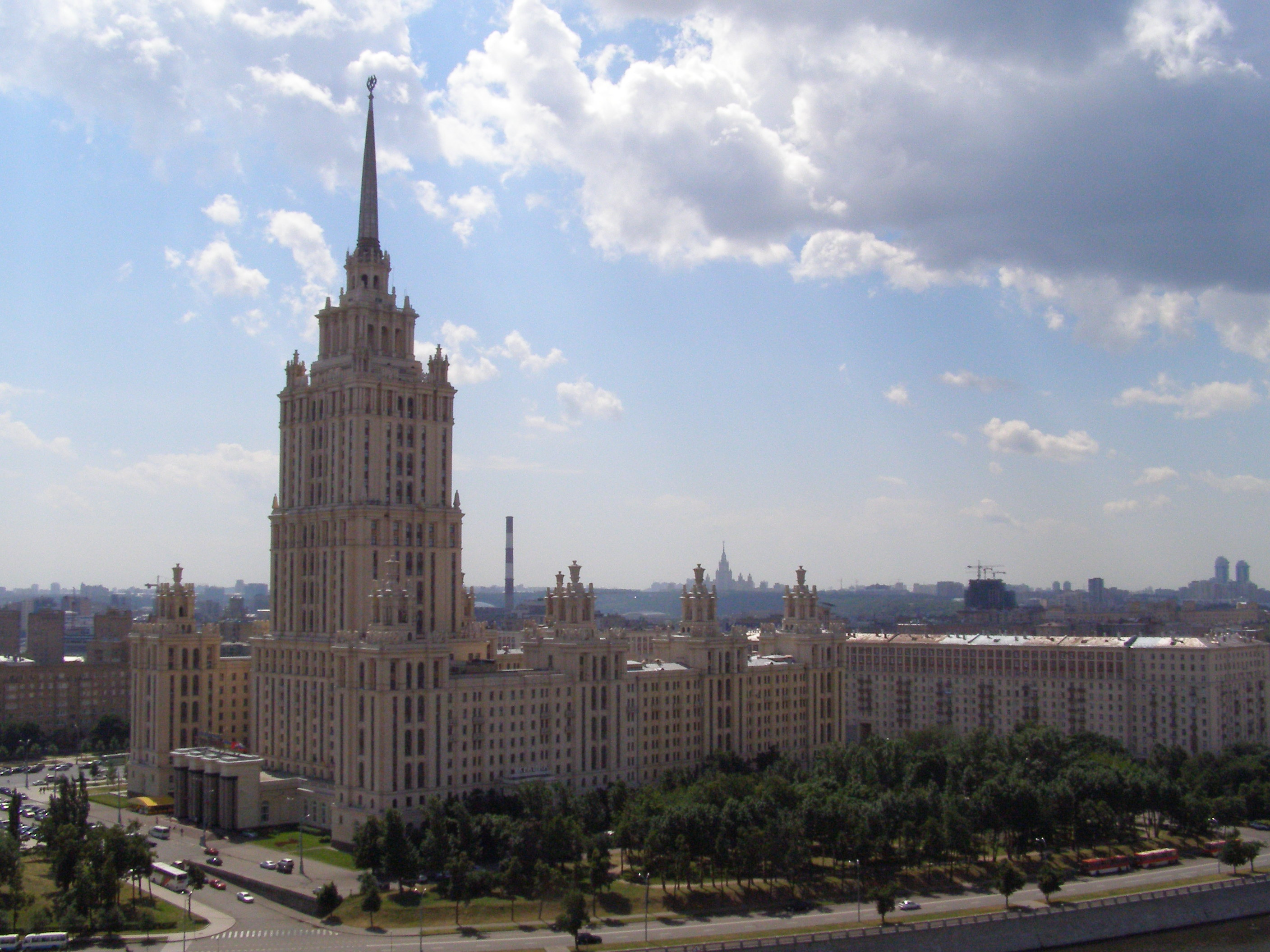
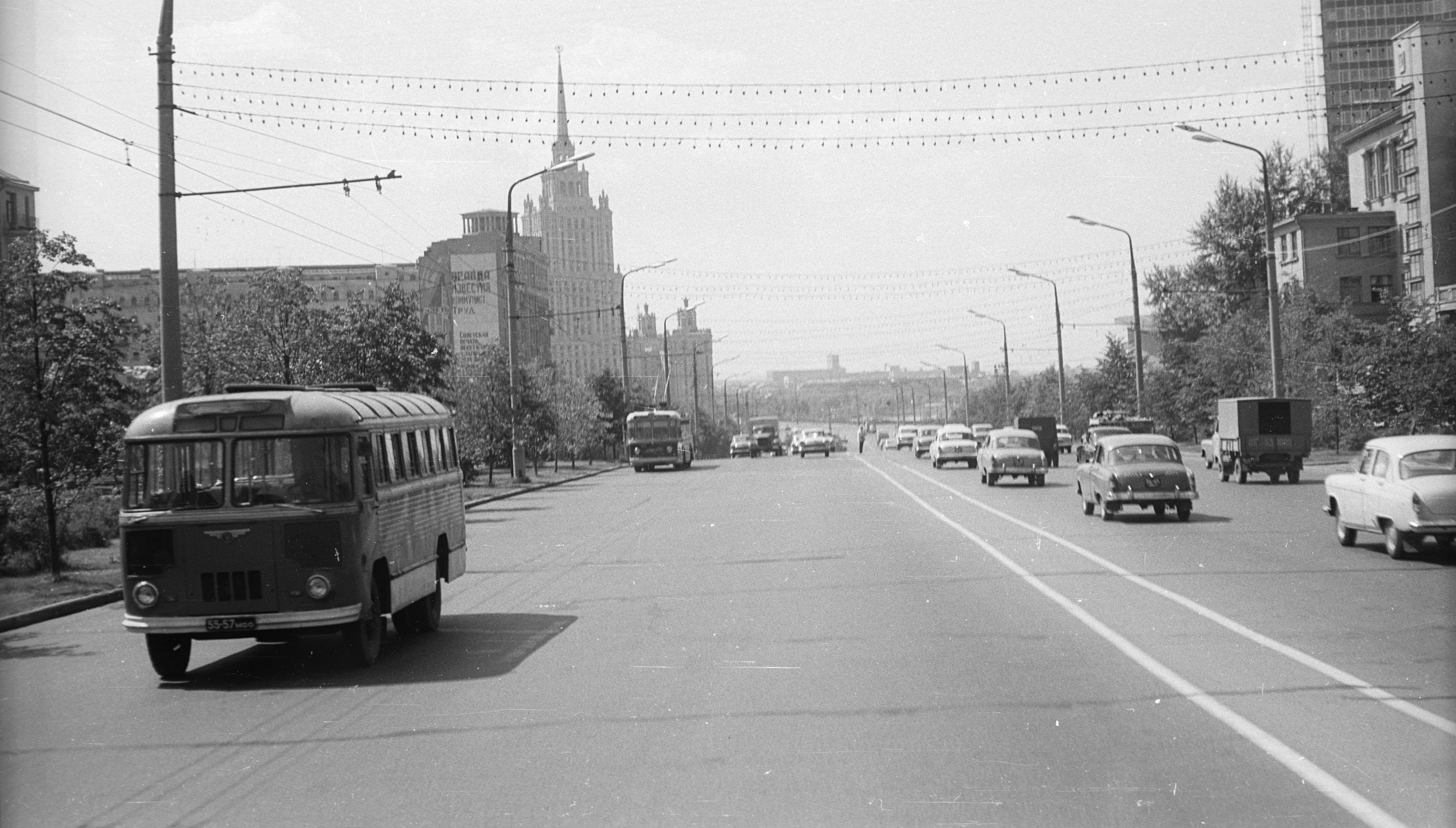
الفندق كما يظهر عام 1967
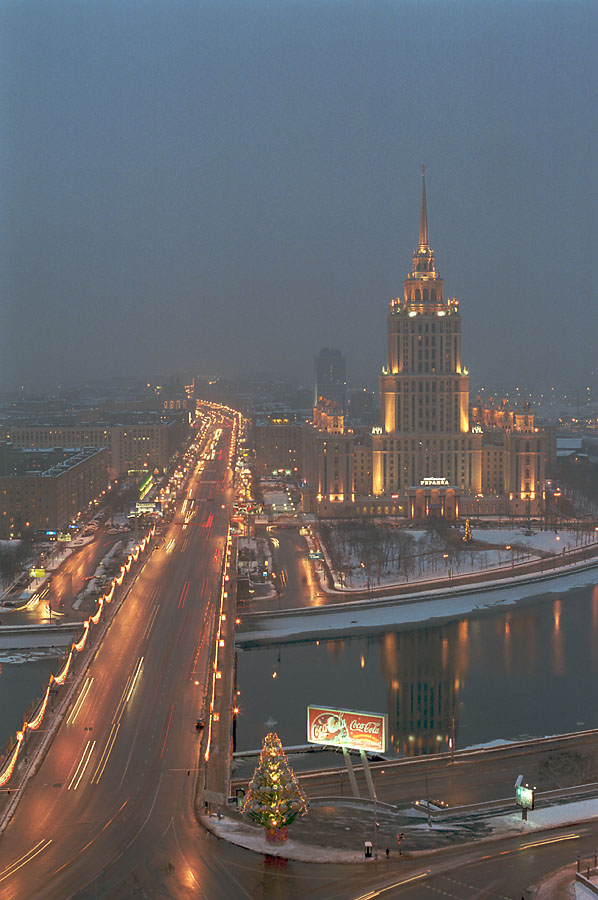
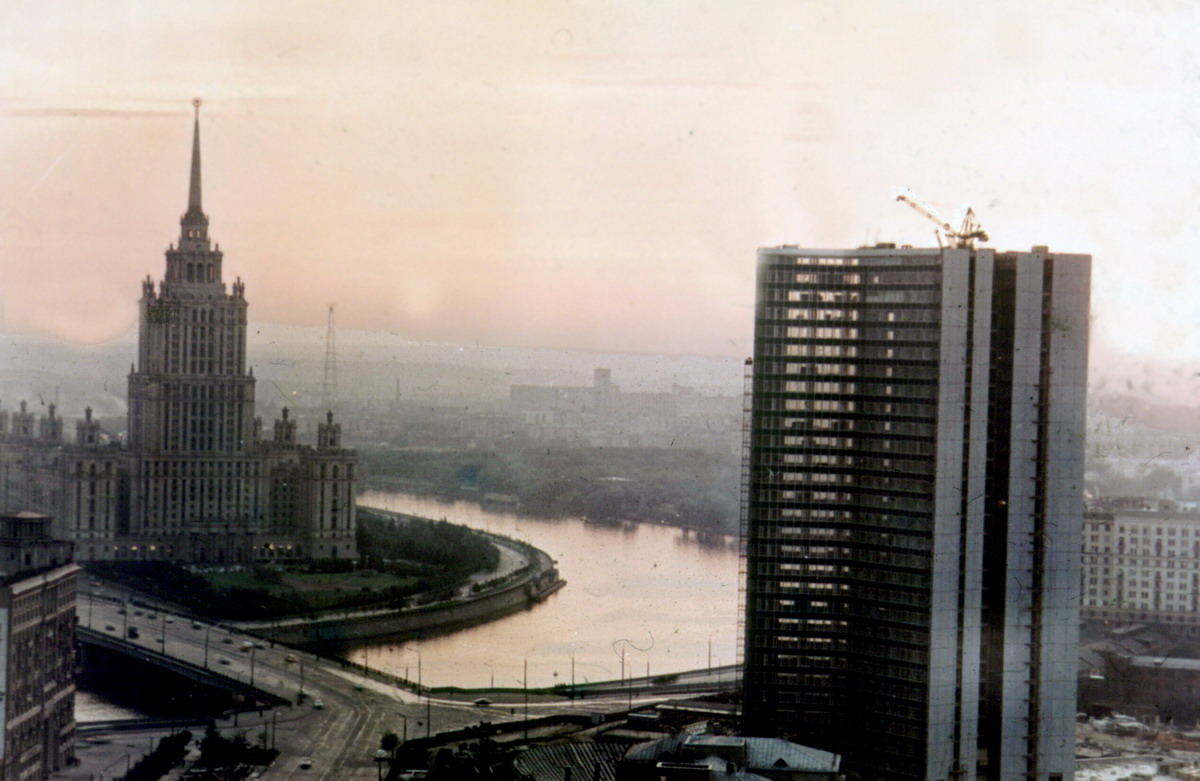
الفندق من الأعلى عام 1970
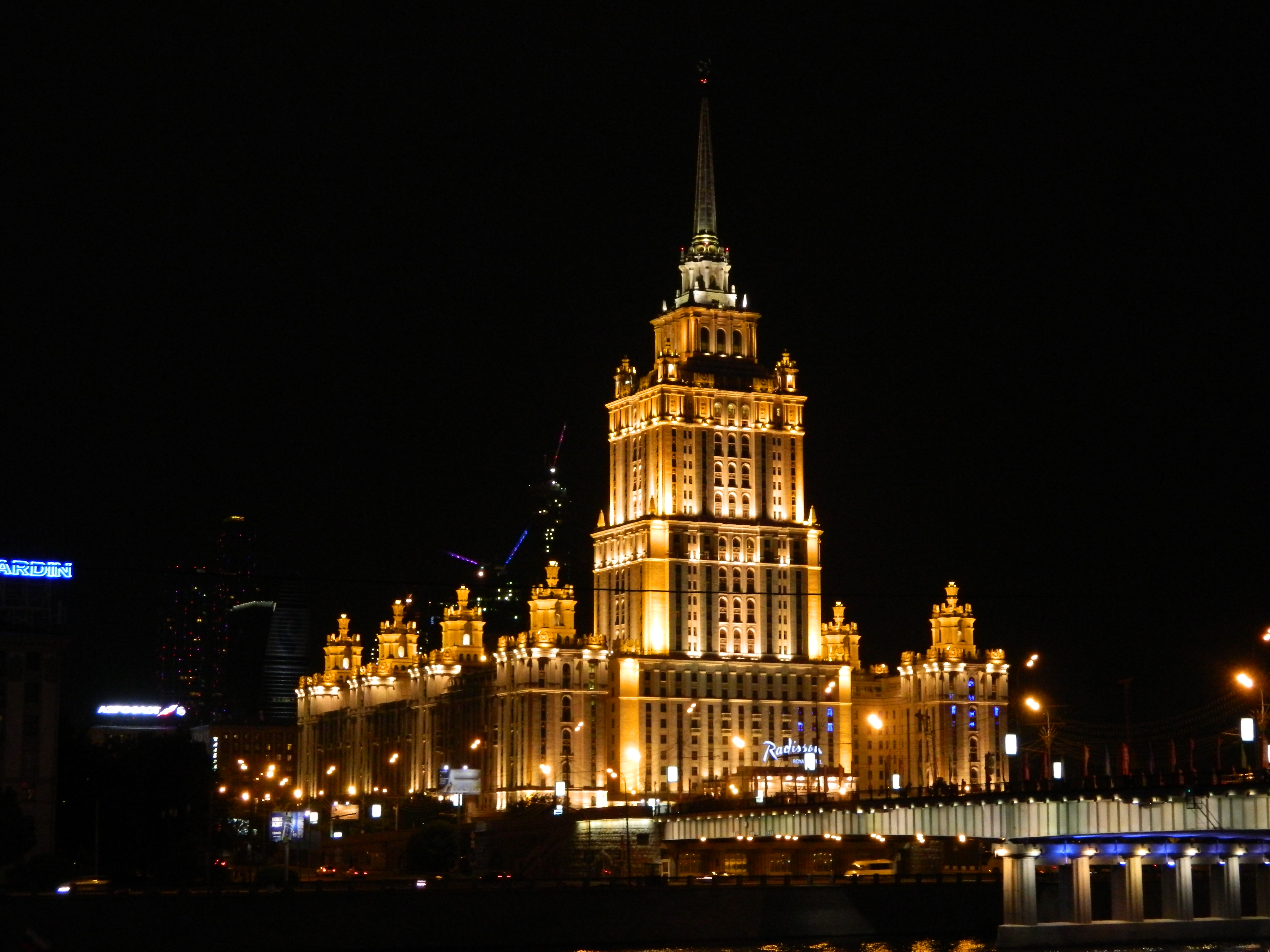